# Sjónarhóll (kulle i Island, Norðurland vestra)
Sjónarhóll är en kulle i republiken Island. Den ligger i regionen Norðurland vestra, 140 km nordost om huvudstaden Reykjavík. Toppen på Sjónarhóll är 534 meter över havet.
Trakten runt Sjónarhóll är nära nog obefolkad, med mindre än två invånare per kvadratkilometer. Det finns inga samhällen i närheten. Trakten runt Sjónarhóll består i huvudsak av gräsmarker.